# 15346 Bonifatius
15346 Bonifatius è un asteroide della fascia principale. Scoperto nel 1994, presenta un'orbita caratterizzata da un semiasse maggiore pari a 2,2753327 UA e da un'eccentricità di 0,1398672, inclinata di 5,56893° rispetto all'eclittica.